# پرپیچ و خم (فیلم)
پرپیچ و خم (انگلیسی: Switchback) یک فیلم در ژانر اکشن و جنایی به کارگردانی جب استوارت است که در سال ۱۹۹۷ منتشر شد.

## بازیگران
- دنیس کواید
- دنی گلاور
- جرد لتو
- تد لواین
- ویلیام فیکنر
- آر. لی ارمی